# پیتزو مولار
پیتزو مولار (به لاتین: Pizzo Molare) یک کوه در سوئیس است که در کانتون تیچینو واقع شده‌است. پیتزو مولار ۲٬۵۸۵ متر بالاتر از سطح دریا واقع شده‌است.